# Tropico 5
Tropico 5 is een simulatiespel ontwikkeld door Haemimont Games. Het spel wordt uitgegeven door Kalypso Media en kwam op 23 mei 2014 uit voor Windows. Versies voor SteamOS, OS X, PlayStation 4 en de Xbox 360 zijn later uitgegeven. In mei 2016 kwam ook een versie voor de Xbox One uit. Het is het vijfde spel in de Tropico-serie en is het vervolg op Tropico 4.
Nieuw in de serie is een multiplayermodus. Maximaal vier spelers kunnen in deze modus een stad op hetzelfde eiland creëren en met elkaar samenwerken door onder andere goederen te delen of oorlog voeren tegen de andere spelers.